# Château des vicomtes du Couserans
Le château des vicomtes du Couserans se trouve dans le parc du tribunal, en rive gauche du Salat au cœur de la ville de Saint-Girons, dans le département de l'Ariège, en France.

## Historique
Le château a été construit à la fin du XVIe siècle et au début du XVIIe siècle. La façade d'entrée a été remaniée au XIXe siècle.
Les façades et toitures du bâtiment sont inscrites au titre des Monuments historiques depuis le 6 juin 1988

## Architecture
Les quatre pavillons d'angle ont un plan en losange.

## Parc
Laissé en relative déshérence, le parc attenant a fait l'objet en 2019 d'une consultation citoyenne par l'association Caracol en partenariat avec le Conseil citoyen de Saint-Girons. 462 réponses ont été analysées et préconisent globalement une remise à niveau pour un espace naturel, convivial et propre.
Le parc est rouvert au public en 2023 après une longue phase de réfection et la pose d'une nouvelle passerelle sur le Salat en novembre 2022.

## Galerie

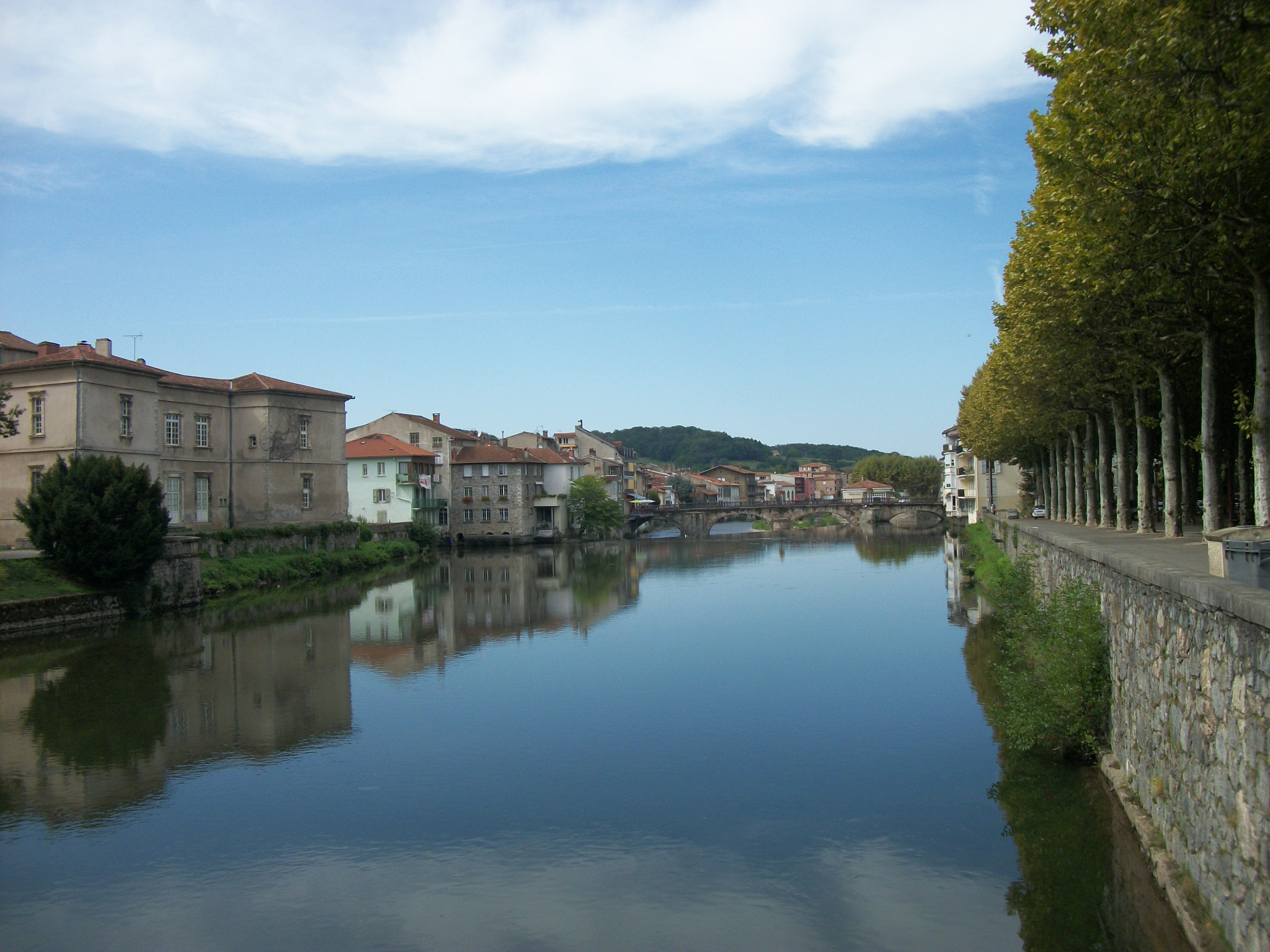
Le plan d'eau du Salat créé par une digue, entre le champ de Mars et le château.
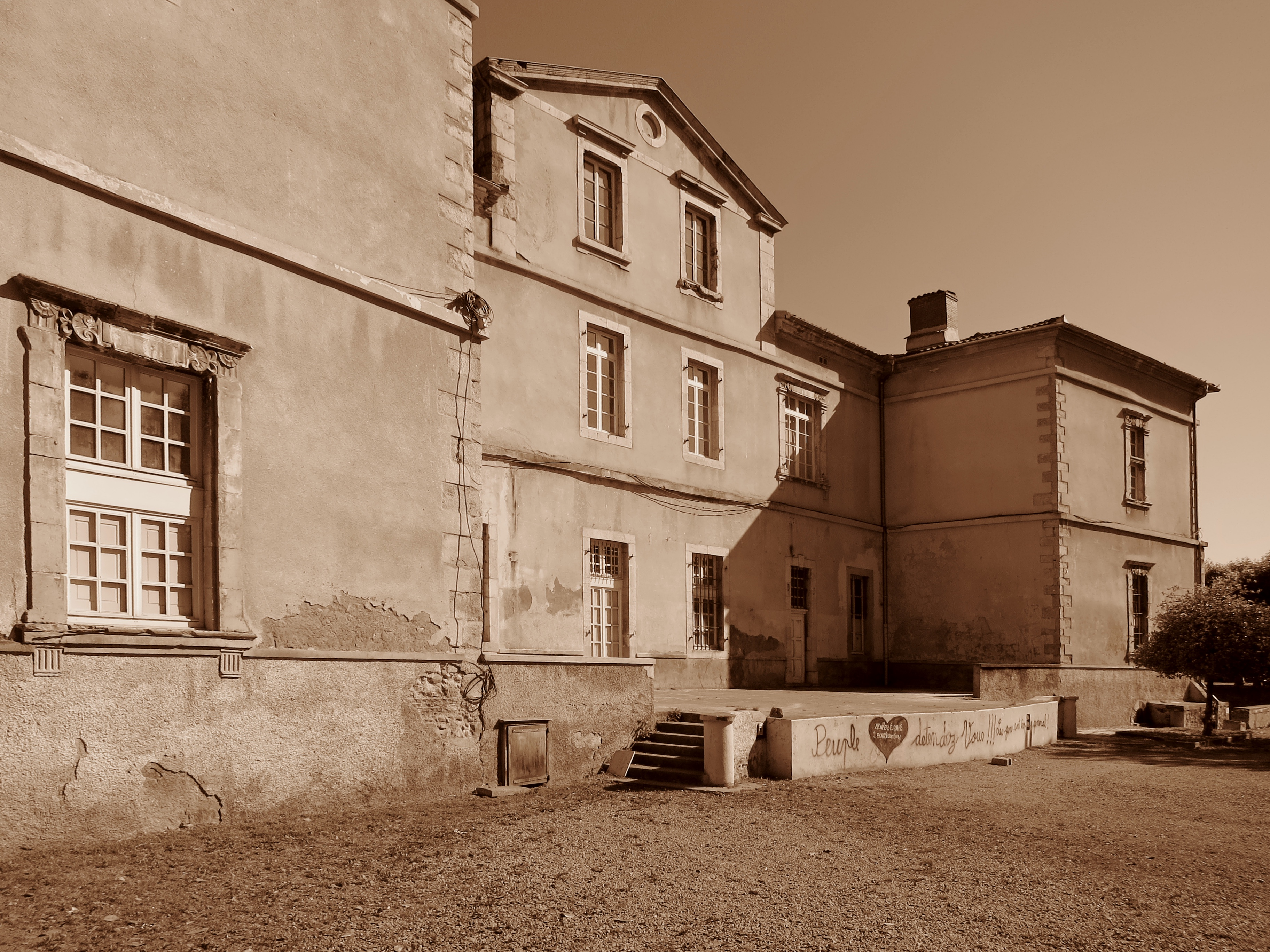
Façade côté jardin fréquemment utilisée pour des spectacles.
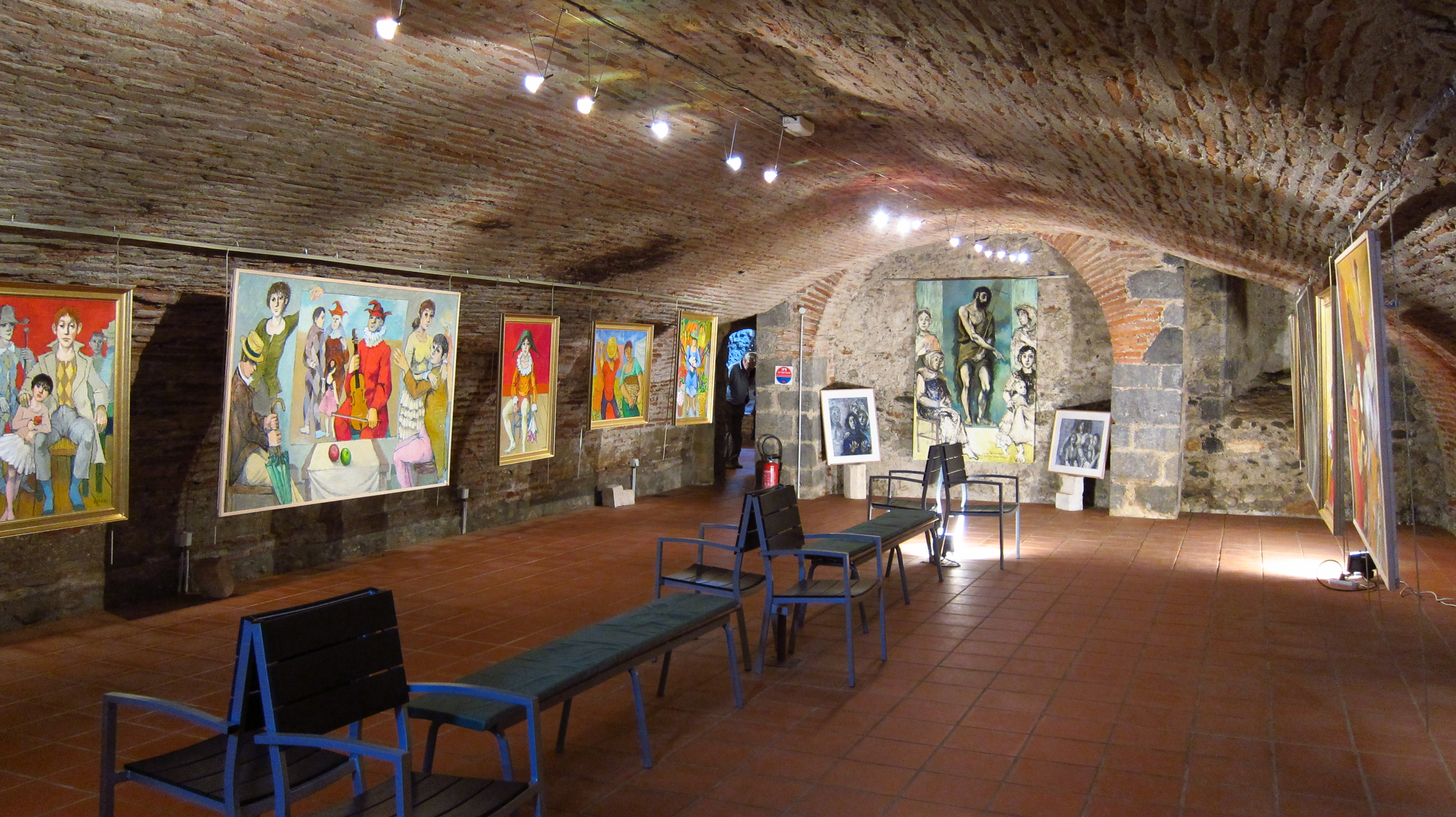
Les caves constituent un lieu d'exposition, ici en 2011.

## Valorisation du patrimoine
Propriété départementale mais utilisé par la ville de Saint-Girons et le Ministère de la Justice, le château reçoit différents services publics à commencer par le tribunal d'instance présent en ces lieux après 1820. La bibliothèque-médiathèque  municipale et la ludothèque y sont installées avec un lieu d'exposition en sous sol et des salles de réunion en étage.